# Plumpaquatsch
Plumpaquatsch war ein Fernseh-Unterhaltungsmagazin für Kinder mit der grünen Wassermann-Handpuppe Plumpaquatsch und der menschlichen Co-Moderatorin Susanne. Von 1972 bis 1975 wurden von ARD und NDR 75 Folgen Plumpaquatsch produziert und gesendet. Zwölf Wiederholungen mit neuen Kurzfilmen wurden verteilt über das Jahr 1978 ausgestrahlt.
Zeitweilig gab es ein Comicheft des Condor Print & Verlag GmbH & Co KG in Frankfurt über die Figur mit gleichem Namen. Darin spielten auch Maxifant und Minifant mit, die als Handpuppen in Beiträgen im Magazin zu sehen waren. Ferner wurden für das Schallplattenlabel „Für dich“ (ein Sub-Label des Hörspiellabels Auditon) zwei Hörspielschallplatten mit Plumpaquatsch und Susanne Beck veröffentlicht.
Die Pumucklgeschichten Ellis Kauts wurden ab Februar 1973 erstmals in sechs Episoden in  Plumpaquatsch im Fernsehen ausgestrahlt. Diese Legetrick-Animationen sind die erste Aufbereitung für das Fernsehen.

## Besetzung
- Erfinder der Plumpaquatsch-Figur: František Tvrdek
- Puppenspieler und Stimme von Plumpaquatsch: Wolfgang Buresch
- Menschliche (Ko-)Moderatorin Susanne: Susanne Beck

## Zitate
- Plumpaquatschs Zauberspruch: Hokus-Pokus, Glucks und trübes Wasser!